# The Simpsons Wrestling
The Simpsons Wrestling es un videojuego de deportes basado en la serie animada de televisión Los Simpson. Desarrollado por Big Ape Productions y publicado por Activision (Electronic Arts en Europa) para PlayStation, se lanzó por primera vez en Europa en marzo de 2001, seguido de Norteamérica un mes después. 
También es el único videojuego de Los Simpson lanzado para PlayStation.
Hay 20 personajes en el juego, todos los cuales tienen la voz de los mismos actores que brindan sus voces en el programa, y cada personaje ejecuta sus propios movimientos y gestos exclusivos y movimientos de poder en el ring de lucha libre. Los encuentros tienen lugar en ubicaciones 3D detalladas de Springfield. Una ronda en el juego termina cuando un luchador inmoviliza a su oponente por una cuenta de tres. Dos rondas victoriosas ganan una partida. A diferencia de las reglas tradicionales de la lucha libre, el oponente puede quedar inmovilizado boca abajo.
El juego fue criticado ampliamente por los críticos y se considera uno de los peores videojuegos de todos los tiempos.

## Jugabilidad
El juego se basa libremente en juegos de lucha profesional, pero se parece más a un beat 'em up. 
El juego se puede jugar en dos modos: un juego de un jugador estilo torneo o un partido de rencor donde dos jugadores pueden interactuar. 
Las encuentros tienen lugar en diez ubicaciones 3D diferentes y detalladas de Springfield, como la casa de los Simpson, la planta de energía nuclear de Springfield, el Kwik-E-Mart y la taberna de Moe.
Las letras flotan en el ring de lucha, y si un luchador recolecta suficientes, pueden burlarse y volverse invencibles temporalmente. Los encuentros son a dos de tres caídas: una ronda/caída termina cuando un luchador inmoviliza a su oponente por un conteo de tres. Se necesitan dos caídas/rondas para ganar la partida.
Cada vez que se realiza un ataque exitoso a un jugador, su medidor de salud se agota. Los jugadores con poca salud permanecen aturdidos durante más tiempo cuando son derribados. Un jugador puede aumentar su salud recogiendo alimentos que aparecen aleatoriamente en el ring. Correr y los ataques agotan la resistencia. Si un jugador no tiene suficiente resistencia para realizar un determinado movimiento, no estará disponible hasta que se recupere. La resistencia se recupera al no presionar los botones de acción o al recoger ciertos elementos. Los ataques que requieren más resistencia son generalmente más efectivos. El medidor de aturdimiento solo aparece cuando el oponente es derribado. Se agota gradualmente, pero el jugador aturdido no puede moverse hasta que el medidor de aturdimiento esté completamente agotado. Un jugador puede reducir el medidor de aturdimiento más rápido presionando los botones de acción o recibiendo ciertos ataques. Si un jugador tiene poca salud, el medidor de aturdimiento normalmente será más alto, lo que hará que los intentos de inmovilizar sean más difíciles de resistir. Una vez que la salud de un jugador se agota por completo, solo se necesitará un golpe para aturdirlo. Ciertos ataques a un oponente aturdido restablecerán el medidor de aturdimiento.
Durante los combates, los luchadores tienen un medidor de salud que se drena a medida que realizan movimientos especiales y se recarga gradualmente cuando no están atacando. Los diferentes movimientos consumen diferentes cantidades de energía, y ciertos personajes pueden ganar cualquier partida usando repetidamente un movimiento particularmente dañino que no requiere mucha energía. También hay disponibles varios potenciadores diferentes en el juego, incluido un donut que aumenta la velocidad, bolos que se pueden usar como palos y chicle que ralentiza a los jugadores.
Además de los elementos de salud, las letras A, N, U y T aparecen al azar en el ring. Si alguno de los jugadores reúne lo suficiente para deletrear la palabra "TAUNT", puede realizar una burla. La burla agotará por completo la resistencia del oponente, haciéndolo incapaz de atacar por un tiempo limitado.

## Personajes
El juego presenta a 20 personajes del programa, todos los cuales tienen la voz de los mismos actores que brindan sus voces en Los Simpson. El jugador comienza con solo 8 de los 12 personajes principales para empezar. Otros se pueden hacer jugables desbloqueándolos o desbloqueando un determinado modo de juego.
- Homer: Homer es el personaje más equilibrado del juego, pero se basa especialmente en las peleas.
- Bart: Bart es un personaje más rápido que usa juguetes (patineta, tiragomas) para compensar su falta de fuerza.
- Lisa: Lisa es otro personaje más pequeño que usa su velocidad para atacar rápidamente a sus oponentes. Su ataque de saxofón puede golpear a un oponente en cualquier parte del ring.
- Marge: Marge tiene buen alcance pero carece de fuerza. Ella usa artículos domésticos como armas. Incluso puede usar a Maggie para limitar el movimiento de un oponente.
- Barney: Barney es uno de los personajes más fuertes, pero carece de velocidad y resistencia. Sus ataques se basan en la cerveza (incluido el lanzamiento de vasos de cerveza).
- Krusty: Krusty es un personaje equilibrado que utiliza una combinación de peleas y parafernalia típica de payasos.
- Apu: Apu es un luchador con fuerza moderada, pero tiene buena velocidad y resistencia.
- Jardinero Willie: Willie usa equipo de jardinería para mantener a los oponentes a distancia o para limitar su movimiento.
- Bumblebee Man: (Desbloqueable) Bumblebee Man es un luchador equilibrado.
- Moe: (Desbloqueable) Moe es uno de los personajes más rápidos que confía en pelear sucio. Con ese fin, lleva muchas armas improvisadas.
- Ned Flanders: (Desbloqueable) Ned Flanders es un personaje débil con ataques especiales muy fuertes. Su ataque de oración es el más dañino del juego, ya que causa un gran daño, aturde instantáneamente y golpea repetidamente en cualquier parte del ring. También se recupera por completo cuando está inmovilizado, por lo que los oponentes deben vencerlo dos veces solo para ganar una ronda en particular.
- Profesor Frink: (Desbloqueable) Frink es un personaje difícil de controlar que depende de dispositivos para desgastar a sus oponentes.
- Sr. Burns: (Personaje jefe) Waylon Smithers pelea en nombre del Sr. Burns mientras Burns se para fuera del ring. Su ataque más fuerte involucra al Sr. Burns lanzando explosivos al ring que no afectan a Smithers. Solo están disponibles en el nivel de la oficina del Sr. Burns.
- Kang y Kodos: (Personaje jefe) Kang lucha en nombre de este equipo, mientras que Kodos apoya arrojando elementos aleatorios al ring. Solo están disponibles en el nivel Nave espacial.
- Itchy: Itchy es un ratón de dibujos animados con muchas trampas explosivas y armas peligrosas. Solo está disponible en su propio escenario y solo puede luchar contra Scratchy.
- Scratchy: Scratchy es la víctima sufrida de Itchy. Sin embargo, sus movimientos y atributos son comparables a los de Itchy. Solo está disponible en su propio escenario y solo puede luchar contra Itchy.

La voz de Kent Brockman se puede escuchar ocasionalmente durante las partidas como comentarista. Varios personajes hacen cameos como imágenes de fondo. Cada personaje ejecuta sus propios movimientos y gestos exclusivos.

## Desarrollo
Big Ape Productions desarrolló The Simpsons Wrestling. En la Electronic Entertainment Expo de 2000, Fox Interactive anunció sus planes de producir y publicar el juego para la consola PlayStation. Karly Young, directora de Fox Interactive, dijo que la compañía había recibido una respuesta "abrumadora" a sus juegos anteriores de Los Simpson, por lo que querían darles a los fanáticos "otra dosis de Bart y Homer, esta vez para los jugadores de PlayStation".
Los meses siguientes, Fox Interactive buscó asociarse con alguien que pudiera ayudar a publicar el juego. Activision, que conocía el posible interés casual de los jugadores en Los Simpson, anunció el 12 de marzo de 2001 que había firmado un acuerdo con Fox Interactive que le permitiría publicar The Simpsons Wrestling en Norteamérica. Kathy Vrabeck, vicepresidenta ejecutiva de Activision, comentó que "Los Simpson es una propiedad que disfruta de un éxito fenomenal en varios medios de entretenimiento, incluido el entretenimiento interactivo. La adquisición de este juego refuerza nuestra estrategia de ofrecer productos basados en marcas poderosas y reconocibles".

## Recepción
The Simpsons Wrestling recibió críticas "generalmente desfavorables", según el agregador de reseñas Metacritic. Criticaron el juego por tener una jugabilidad simplista, desequilibrada y malos gráficos, pero elogiaron la pista de audio del juego.
Doug Perry de IGN describió The Simpsons Wrestling como uno de los juegos "más feos" que había visto en su vida. Pensó que los gráficos se veían "entrecortados" y los contornos de los personajes se veían "rotos". Andrew Reiner de Game Informer criticó el diseño del juego diciendo que no creía que tuviera cualidades de lucha libre y que los personajes se veían "horribles". Dijo que en lugar de "agarrar" o realizar "golpes devastadores", tienes que "abofetear a tu oponente" presionando los botones de forma redundante. GameZone, sin embargo, calificó los gráficos como "bastante buenos, aunque a veces un poco recortados por el ritmo del combate". Perry también pensó que había poca lucha libre en el juego, en cambio, se trata de "romper botones y no tener ninguna habilidad". Reiner dijo que el juego fue una gran decepción y es "uno de los peores juegos de PS hasta la fecha".
Scott Steinberg revisó la versión de PlayStation del juego para Next Generation, calificándola con una estrella de cinco, y declaró que "Un horrible beat-'em up con licencia que es tan terrible que en realidad te hará sentir agradecido de que la mayoría de las empresas opten por los corredores de karts."
En contraste con la respuesta negativa del juego, GameZone dijo que aunque el juego no presenta un juego continuo, "la acción fluye bien una vez dentro de un evento". La revisión de GameZone elogió la pista de audio del juego y pensó que era "divertido" porque la comedia es directamente del programa de televisión y los personajes "te harán sonreír". Reiner también comentó positivamente sobre la banda sonora y que el juego puede no ser el mejor juego de lucha libre disponible, "pero ofrece lo que anuncia la portada". Frank Provo de GameSpot dijo que "ingenio" y "encanto" son las dos características más redentoras de The Simpsons Wrestling y, a pesar de la débil jugabilidad del juego, tiene "muchas risas en la tienda" que los fanáticos devotos de Los Simpson disfrutarán. David Gibbon de la BBC escribió que el resultado final de la pista es uno que "no dejará de impresionar a los fans".
The Simpsons Wrestling recibió un premio a las ventas de "Gold" de Entertainment and Leisure Software Publishers Association (ELSPA), lo que indica ventas de al menos 200.000 copias en el Reino Unido.
En mayo de 2020, ocupó el puesto 24 en el ranking de videojuegos de Los Simpson de TripleJump. 24 fue la clasificación más baja posible.